# 自衛隊宮城地方協力本部
自衛隊宮城地方協力本部（じえいたいみやぎちほうきょうりょくほんぶ、Miyagi Provincial Cooperation Office）は、宮城県仙台市宮城野区五輪1-3-15仙台第3合同庁舎内に所在する自衛隊地方協力本部のひとつである。陸・海・空自衛隊共同の機関だが、通常は陸上自衛隊の東北方面総監の指揮監督下にある。管轄する地域における防衛省・自衛隊の総合窓口として宮城県管内で活動する。
公式サイトのhtmlソースにアスキーアートを埋め込んだり、Twitterの公式アカウントでネットスラングを多用するなど、ユニークな広報活動が話題となった。

## 沿革
陸上自衛隊宮城地方連絡部
- 1954年（昭和29年）7月5日：陸上自衛隊の機関として陸上自衛隊宮城地方連絡部が編成される[3]。

自衛隊宮城地方連絡部
- 1956年（昭和31年）8月1日：自衛隊法施行令の一部改正により地方連絡部が陸海空自衛隊の共同の機関となり、自衛隊宮城地方連絡部に改編される[4]

自衛隊宮城地方協力本部
- 2006年（平成18年）7月31日：自衛隊宮城地方協力本部に改編される

## 出先機関
- 仙台募集案内所　担当地区：仙台市宮城野区、青葉区、泉区、多賀城市、塩竈市、利府町、七ヶ浜町
  - 仙台駅東口案内所
- 名取地域事務所　担当地区：仙台市若林区、太白区、名取市、岩沼市
- 大河原地域事務所　担当地区：角田市、白石市、七ヶ宿町、蔵王町、丸森町、大河原町、柴田町、村田町、山元町、亘理町
- 大崎地域事務所　担当地区：大崎市、富谷市、大和町、大郷町、色麻町、加美町、美里町、大衡村
- 石巻地域事務所　担当地区：東松島市、石巻市、松島町、女川町、涌谷町
- 栗原募集案内所　担当地区：栗原市
- 登米募集案内所　担当地区：登米市、気仙沼市、南三陸町

## 主要幹部
| 官職名                   | 階級          | 氏名       | 補職発令日     | 前職                           |
| ------------------------ | ------------- | ---------- | -------------- | ------------------------------ |
| 自衛隊宮城地方協力本部長 | 1等陸佐（二） | 澤村満称子 | 2023年08月01日 | 陸上自衛隊補給統制本部需品部長 |

| 代 | 階級    | 氏名       | 在職期間                        | 出身校・期              | 前職                                                   | 後職                                                          |
| -- | ------- | ---------- | ------------------------------- | ----------------------- | ------------------------------------------------------ | ------------------------------------------------------------- |
| 01 | 1等陸佐 | 日出平昇   | 1954年07月05日 - 1957年05月19日 | 東京帝国大学 昭和8年卒  | 第9連隊第3大隊長 兼 松山駐とん地部隊長                 | 多賀城駐とん地業務隊長                                        |
| 02 | 1等陸佐 | 掛川璙     | 1957年05月20日 - 1960年03月15日 |                         | 自衛隊埼玉地方連絡部長                                 | 自衛隊埼玉地方連絡部付 →1960年12月29日 定年退官               |
| 03 | 1等空佐 | 小野栄     | 1960年03月16日 - 1962年03月15日 | 東京帝国大学 昭和9年卒  | 航空自衛隊第1補給処業務部長                            | 航空自衛隊補給統制処付 →1963年1月19日 停年退官 （空将補昇任） |
| 04 | 1等空佐 | 内田将之   | 1962年03月16日 - 1963年07月15日 | 陸士46期                | 防衛大学校訓練部訓練課長                               | 航空自衛隊幹部学校付 →1965年2月28日 退職                      |
| 05 | 1等空佐 | 佐谷健吉   | 1963年08月01日 - 1965年07月15日 | 東京帝国大学 昭和16年卒 | 第2航空団基地業務群司令                                | 中部航空方面隊司令部監理部長                                  |
| 06 | 1等空佐 | 伊井義正   | 1965年07月16日 - 1967年02月15日 | 陸士49期・ 陸大56期     | 防衛研修所所員                                         | 航空自衛隊補給統制処付 →1967年4月12日 停年退官 （空将補昇任） |
| 07 | 1等空佐 | 小路政雄   | 1967年02月16日 - 1969年07月15日 | 陸士52期                | 統合幕僚会議事務局第2幕僚室勤務                        | 航空自衛隊第4術科学校副校長                                   |
| 08 | 1等空佐 | 菅間正     | 1969年07月16日 - 1971年07月15日 | 陸士52期                | 航空自衛隊第4術科学校副校長                            | 保安管制気象団副司令                                          |
| 09 | 1等空佐 | 野村知治   | 1971年07月16日 - 1973年07月15日 | 陸士59期                | 航空幕僚監部人事教育部付                               | 航空幕僚監部人事教育部人事課 人事第1班長                      |
| 10 | 1等空佐 | 生間光男   | 1973年07月16日 - 1975年07月15日 | 陸士58期                | 北部航空警戒管制団第45警戒群司令 兼 当別分とん基地司令 | 航空自衛隊第4術科学校研究部長                                 |
| 11 | 1等空佐 | 松永貞昭   | 1975年07月16日 - 1977年07月31日 | 東京水産大学・ 1期幹候  | 航空幕僚監部人事教育部付                               | 航空幕僚監部人事教育部人事課長                                |
| 12 | 1等空佐 | 桐山敏生   | 1977年08月01日 - 1979年07月31日 | 同志社大学 昭和29年卒   | 航空幕僚監部人事教育部厚生課 厚生班長                  | 西部航空警戒管制団副司令                                      |
| 13 | 1等陸佐 | 黒野靖衛   | 1979年08月01日 - 1981年07月31日 | 中央大学 昭和28年卒     | 北部方面総監部総務部会計課長                           | 西部方面総監部総務部長                                        |
| 14 | 1等陸佐 | 根本仁     | 1981年08月01日 - 1983年03月15日 | 4期幹候                 | 東北方面総監部総務部長                                 | 東北方面総監部勤務                                            |
| 15 | 陸将補  | 村上壽幸   | 1983年03月16日 - 1985年03月15日 | 早稲田大学 昭和30年卒   | 第44普通科連隊長 兼 福島駐屯地司令                     | 第13師団司令部付 →1985年7月1日 退職                           |
| 16 | 陸将補  | 三井貞男   | 1985年03月16日 - 1986年07月31日 | 中央大学 昭和31年卒     | 自衛隊体育学校長                                       | 陸上自衛隊関西地区補給処長 兼 宇治駐屯地司令                  |
| 17 | 陸将補  | 竹原幸一   | 1986年08月01日 - 1988年03月15日 | 防大1期                 | 第5師団副師団長 兼 帯広駐屯地司令                      | 退職                                                          |
| 18 | 陸将補  | 新井光雄   | 1988年03月16日 - 1989年06月29日 | 防大2期                 | 陸上自衛隊武器補給処副処長                             | 陸上自衛隊武器補給処長 兼 霞ヶ浦駐屯地司令 （陸将昇任）       |
| 19 | 1等陸佐 | 三塚弘之   | 1989年06月30日 - 1991年03月31日 | 防大2期                 | 第8師団司令部幕僚長                                    | 第2教育団長 兼 大津駐屯地司令                                 |
| 20 | 1等陸佐 | 村田秀信   | 1991年04月01日 - 1993年03月23日 | 防大7期                 | 第2師団司令部幕僚長                                    | 第1師団副師団長 兼 練馬駐屯地司令                             |
| 21 | 1等陸佐 | 太田實乘   | 1993年03月24日 - 1995年03月22日 | 防大10期                | 陸上幕僚監部教育訓練部教育課長                         | 第3施設団長 兼 南恵庭駐屯地司令                               |
| 22 | 1等陸佐 | 有馬征太郎 | 1995年03月23日 - 1997年06月30日 | 防大10期                | 第11師団司令部幕僚長                                   | 第6師団副師団長 兼 神町駐屯地司令                             |
| 23 | 1等陸佐 | 西大忠徳   | 1997年07月01日 - 1999年07月08日 | 防大12期                | 第11師団司令部幕僚長                                   | 第13旅団副旅団長 兼 海田市駐屯地司令                          |
| 24 | 1等陸佐 | 別所利通   | 1999年07月09日 - 2001年03月26日 | 防大17期                | 統合幕僚会議事務局第1幕僚室 企画調整官 兼 企画班長     | 陸上幕僚監部監理部総務課渉外班長                              |
| 25 | 1等陸佐 | 菊池伯     | 2001年03月27日 - 2003年03月31日 | 防大18期                | 北部方面総監部人事部長                                 | 陸上幕僚監部装備部通信電子課長                                |
| 26 | 1等陸佐 | 石下義夫   | 2003年04月01日 - 2005年12月04日 | 防大20期                | 北部方面総監部人事部長                                 | 第1施設団長 兼 古河駐屯地司令                                 |
| 27 | 1等陸佐 | 佐藤暢彦   | 2005年12月05日 - 2007年07月02日 | 防大22期                | 第9師団司令部幕僚長                                    | 第3師団副師団長 兼 千僧駐屯地司令                             |
| 28 | 1等陸佐 | 冨井稔     | 2007年07月03日 - 2009年03月23日 | 防大25期                | 陸上自衛隊幹部学校主任教官                             | 東北方面総監部防衛部長                                        |
| 29 | 1等陸佐 | 熊本義宏   | 2009年03月24日 - 2010年11月30日 | 防大27期                | 陸上幕僚監部監理部総務課長                             | 陸上自衛隊需品学校長 兼 松戸駐屯地司令 （陸将補昇任）         |
| 30 | 1等陸佐 | 吉見隆     | 2010年12月01日 - 2012年07月25日 | 防大27期                | 中央即応集団司令部幕僚長                               | 西部方面総監部防衛部長                                        |
| 31 | 1等陸佐 | 笹木明仁   | 2012年07月26日 - 2015年03月29日 | 生徒24期・ 防大29期     | 北部方面総監部人事部長                                 | 第10師団副師団長 兼 守山駐屯地司令                            |
| 32 | 1等陸佐 | 和田良作   | 2015年03月30日 - 2016年03月22日 | 防大28期                | 北部方面総監部装備部長                                 | 陸上自衛隊需品学校長 兼 松戸駐屯地司令 （陸将補昇任）         |
| 33 | 1等陸佐 | 谷村博志   | 2016年03月23日 - 2018年03月26日 | 防大31期                | 第8師団司令部幕僚長                                    | 自衛隊体育学校長 （陸将補昇任）                               |
| 34 | 1等陸佐 | 古屋浩司   | 2018年03月27日 - 2020年11月30日 | 防大32期                | 第10師団司令部幕僚長                                   | 退職（陸将補昇任）                                            |
| 35 | 1等陸佐 | 諏訪国重   | 2020年12月01日 - 2023年07月31日 | 防大35期                | 第73戦車連隊長                                         | 退職（陸将補昇任）                                            |
| 36 | 1等陸佐 | 澤村満称子 | 2023年08月01日 -                | 南山大学・ 平成6年卒    | 陸上自衛隊補給統制本部需品部長                         |                                                               |